# Baroni Hohenstein
Baroni Hohenstein (německy von und zu Hohenstein) – boční linie Těšínských Piastovců, který vychází od přímých potomků těchto knížat.

## Historie
V roce 1625 v Kolíně nad Rýnem zemřel ve věku 24 let těšínský kníže Fridrich Vilém Těšínský, byl to poslední mužský potomek tohoto rodu. Habsburkové, jako čeští králové a lenní držitelé Těšínského knížectví mohli nyní převzít vládu. Přesto! – Na základě předchozích dohod, které ještě za jeho života zajistil jeho poručník Karel z Lichtenštejna, vládu převzala Alžběta Lukrécie Těšínská, jeho švagrová a tedy manželka jeho bratra Gundakara z Lichtenštejna.
Tou dobou bylo často císařskému dvoru připomínáno, že otec Fridricha Viléma, kníže Adam Václav, měl ještě nemanželského syna – Václava Gottfrieda. Jeho matkou byla správkyně knížecího dvoru a městská šlechtična Markéta Kostlachowna z Kremže.
Alžběta Lukrécie se rozhodla, že zajistí tzv. sukcesi, tedy právní nástupnictví na knížecí trůn pro svého bratra Václava Gottfrieda. Jedinou překážkou byla, že šlo o nemanželského syna.
Dne 12. dubna 1640 došlo k legitimizaci jeho původu, tzn. že byl potvrzen jako syn svého otce Adama Václava a byl povýšen do šlechtického stavu. O několik týdnů později, 8. května, mu byl udělen titul barona (německy Freiherr) von und zu Hohenstein. Přes veškerou snahu své nevlastní sestry Alžběty Lukrécie nezískal dědická práva ke knížectví. Udělený šlechtický titul barona byl omezený, tedy bez práva nabývat statky. Byla mu však přiznána roční renta 400 gulednů pro něj a jeho dědice, stejně jako dědičný nárok jeho potomků na šlechtický stav a titul barona.
V tomtéž roce (12. dubna a 8. května) byla také legitimizována nemanželská dcera Fridricha Viléma – Magdalena.

### Nositelé přídomku Hohenstein

#### Linie A) od Fridrich Vilém Těšínský
Magdalena z Hohensteinu († 1661), otec: Fridrich Vilém Těšínský, matka: neznámá měšťanka z Těšína

Eva Dorota z Hohensteinu († neznámo), otec: Bernard Rudzký z Rudz, matka: Magdalena z Hohensteinu

#### Linie B) od Adam Václav Těšínský
Václav Gottfried z Hohensteinu († 1672), otec: Adam Václav Těšínský, matka: Markéta Kostlachowna z Kremže
Ferdinand I. Hohenstein († před 1631), otec: Václav Gottfried z Hohensteinu, matka: neznámá měšťanka z Těšína
Ferdinand II. Hohenstein († 1706), otec: Ferdinand I. Hohenstein, matka: baronka Anna Johana Closen von Haidenburg

## Erb
Modrý štít se zlatým korunovaným orlem, hlava je otočena na pravou stranu, orel je bez pravého křídla, s otevřeným zobákem a červeným jazykem, jeho hruď je probodnuta bílým šípem zleva doprava směrem nahoru, z rány stříká krev. Nad štítem je červená knížecí korunka. V klenotu je koruna, nad ní je orel, který je reverzně otočen oproti orlovi se štítu. Přikryvadla zlato-modrá.
Jde o erb, který je podobný knížecímu erbu vévodů z Horního Slezska, který lze popsat takto: korunovaný zlatý orel na modrém štítě, se samotným pravým křídlem. Tím je zde naznačen s úmysl vyjádřit nelegitimní sestup.